# Gran Premio d'Argentina 1997
Il Gran Premio d'Argentina 1997 è stato un GP di Formula 1 svoltosi il 13 aprile 1997 sul circuito di Buenos Aires. Ha visto la seconda  vittoria in campionato di Jacques Villeneuve seguito da Eddie Irvine su Ferrari e Ralf Schumacher, al suo primo podio.

## Qualifiche

### Resoconto
Jacques Villeneuve conquista la pole position, la centesima per la scuderia Williams. Il canadese precede il compagno di squadra Frentzen e la sempre più sorprendente Prost di Panis.

### Risultati
| Pos | No | Pilota                | Costruttore         | Pneumatici | Tempo     | Distacco |
| --- | -- | --------------------- | ------------------- | ---------- | --------- | -------- |
| 1   | 3  | Jacques Villeneuve    | Williams - Renault  | G          | 1'24"473  |          |
| 2   | 4  | Heinz-Harald Frentzen | Williams - Renault  | G          | 1'25"271  | +0"798   |
| 3   | 14 | Olivier Panis         | Prost - Mugen-Honda | B          | 1'25"491  | +1"018   |
| 4   | 5  | Michael Schumacher    | Ferrari             | G          | 1'25"773  | +1"300   |
| 5   | 22 | Rubens Barrichello    | Stewart - Ford      | B          | 1'25"942  | +1"469   |
| 6   | 11 | Ralf Schumacher       | Jordan - Peugeot    | G          | 1'26"218  | +1"745   |
| 7   | 6  | Eddie Irvine          | Ferrari             | G          | 1'26"327  | +1"854   |
| 8   | 16 | Johnny Herbert        | Sauber - Petronas   | G          | 1'26"564  | +2"091   |
| 9   | 12 | Giancarlo Fisichella  | Jordan - Peugeot    | G          | 1'26"619  | +2"149   |
| 10  | 10 | David Coulthard       | McLaren - Mercedes  | G          | 1'26"799  | +2"326   |
| 11  | 7  | Jean Alesi            | Benetton - Renault  | G          | 1'27"076  | +2"603   |
| 12  | 8  | Gerhard Berger        | Benetton - Renault  | G          | 1'27"259  | +2"786   |
| 13  | 1  | Damon Hill            | Arrows - Yamaha     | B          | 1'27"281  | +2"808   |
| 14  | 17 | Nicola Larini         | Sauber - Petronas   | G          | 1'27".690 | +3"217   |
| 15  | 23 | Jan Magnussen         | Stewart - Ford      | B          | 1'28"035  | +3"562   |
| 16  | 18 | Jos Verstappen        | Tyrrell - Ford      | G          | 1'28"094  | +3"621   |
| 17  | 9  | Mika Häkkinen         | McLaren - Mercedes  | G          | 1'28"135  | +3"662   |
| 18  | 21 | Jarno Trulli          | Minardi - Hart      | B          | 1'28"160  | +3"687   |
| 19  | 19 | Mika Salo             | Tyrrell - Ford      | G          | 1'28"224  | +3"751   |
| 20  | 15 | Shinji Nakano         | Prost - Mugen-Honda | B          | 1'28".366 | +3"893   |
| 21  | 20 | Ukyo Katayama         | Minardi - Hart      | B          | 1'28"413  | +3"940   |
| 22  | 2  | Pedro Diniz           | Arrows - Yamaha     | B          | 1'28"696  | +4"496   |

## Gara

### Resoconto
Terzo Gran Premio dell'anno e terzo incidente alla partenza. Questa volta sono Michael Schumacher e Barrichello che si urtano, creando scompiglio nel gruppo; Berger finisce sul prato, mentre Ralf Schumacher manda Coulthard in testacoda. Michael Schumacher e Coulthard non ripartiranno, mentre Barrichello sarà protagonista di un ottimo recupero fino al ritiro al 24º giro. La direzione gara fa entrare la safety car: con posizioni congelate, Villeneuve guida il gruppo davanti a  Frentzen, Panis, Irvine e Fisichella. Quando però la vettura di sicurezza si fa da parte, al quinto giro, Frentzen è costretto quasi immediatamente al ritiro, col cambio rotto.
Con Villeneuve comodamente davanti a Panis e Irvine, l'attenzione si sposta dietro, dove Ralf Schumacher passa prima Herbert e poi Hill portandosi alle spalle del compagno Fisichella. Ancora più indietro Alesi tenta un improbabile sorpasso ai danni di Hill; i due si girano e perdono posizioni. Poco prima del primo cambio di gomme Panis saluta la compagnia col motore rotto. Dopo il pit stop Villeneuve riparte in testa davanti a Irvine e ai due piloti della Jordan, in lotta furiosa tra loro. Ralf Schumacher tenta di passare Fisichella in un punto in cui i sorpassi sono impossibili, col risultato di urtarlo e costringerlo al ritiro. Anche dopo il secondo pit stop Villeneuve continua a condurre davanti a Irvine, Ralf Schumacher, Herbert e Häkkinen, risalito dalla tredicesima posizione al primo giro grazie alla strategia di un solo Pit. Nel finale il nordirlandese si fa sotto a Villeneuve, ma anche per la minore velocità in rettilineo non è mai in grado di tentare un attacco. Il contatto fra Magnussen e Larini è l'ultima emozione. Villeneuve vince il suo secondo Gran Premio nella stagione e balza in testa alla classifica.

### Risultati
| Pos      | No | Pilota                | Costruttore         | Pneumatici | Giri | Tempo/Ritiro                 |
| -------- | -- | --------------------- | ------------------- | ---------- | ---- | ---------------------------- |
| 1        | 3  | Jacques Villeneuve    | Williams - Renault  | G          | 72   | 1h52'01"715                  |
| 2        | 6  | Eddie Irvine          | Ferrari             | G          | 72   | +0"979                       |
| 3        | 11 | Ralf Schumacher       | Jordan - Peugeot    | G          | 72   | +12"089                      |
| 4        | 16 | Johnny Herbert        | Sauber - Petronas   | G          | 72   | +29"919                      |
| 5        | 9  | Mika Häkkinen         | McLaren - Mercedes  | G          | 72   | +30"351                      |
| 6        | 8  | Gerhard Berger        | Benetton - Renault  | G          | 72   | +31"393                      |
| 7        | 7  | Jean Alesi            | Benetton - Renault  | G          | 72   | +46"359                      |
| 8        | 19 | Mika Salo             | Tyrrell - Ford      | G          | 71   | +1 giro                      |
| 9        | 14 | Jarno Trulli          | Minardi - Hart      | B          | 71   | +1 giro                      |
| Ritirato | 23 | Jan Magnussen         | Stewart - Ford      | B          | 66   | Motore                       |
| Ritirato | 17 | Nicola Larini         | Sauber - Petronas   | G          | 63   | Testacoda                    |
| Ritirato | 2  | Pedro Diniz           | Arrows - Yamaha     | B          | 50   | Motore                       |
| Ritirato | 15 | Shinji Nakano         | Prost - Mugen-Honda | B          | 49   | Motore                       |
| Ritirato | 18 | Jos Verstappen        | Tyrrell - Ford      | G          | 43   | Motore                       |
| Ritirato | 20 | Ukyo Katayama         | Minardi - Hart      | B          | 37   | Testacoda                    |
| Ritirato | 1  | Damon Hill            | Arrows - Yamaha     | B          | 33   | Motore                       |
| Ritirato | 12 | Giancarlo Fisichella  | Jordan - Peugeot    | G          | 24   | Collisione con R.Schumacher  |
| Ritirato | 22 | Rubens Barrichello    | Stewart - Ford      | B          | 24   | Idraulica                    |
| Ritirato | 14 | Olivier Panis         | Prost - Mugen-Honda | B          | 18   | Elettronica                  |
| Ritirato | 4  | Heinz-Harald Frentzen | Williams - Renault  | G          | 5    | Acceleratore                 |
| Ritirato | 5  | Michael Schumacher    | Ferrari             | G          | 0    | Collisione con R.Barrichello |
| Ritirato | 10 | David Coulthard       | McLaren - Mercedes  | G          | 0    | Collisione con R.Schumacher  |

## Classifiche

### Piloti
| Pos. | Pilota             | Punti |
| ---- | ------------------ | ----- |
| 1    | Jacques Villeneuve | 20    |
| 2    | David Coulthard    | 10    |
| 3    | Gerhard Berger     | 10    |
| 4    | Mika Häkkinen      | 9     |
| 5    | Michael Schumacher | 8     |
| 6    | Olivier Panis      | 6     |
| 6    | Eddie Irvine       | 6     |
| 8    | Ralf Schumacher    | 4     |
| 9    | Johnny Herbert     | 3     |
| 10   | Nicola Larini      | 1     |
| 10   | Jean Alesi         | 1     |

### Costruttori
| Pos. | Team                | Punti |
| ---- | ------------------- | ----- |
| 1    | Williams - Renault  | 20    |
| 2    | McLaren - Mercedes  | 19    |
| 3    | Ferrari             | 14    |
| 4    | Benetton - Renault  | 11    |
| 5    | Prost - Mugen-Honda | 6     |
| 6    | Jordan - Peugeot    | 4     |
| 6    | Sauber - Petronas   | 4     |